# Urolophus paucimaculatus
La raya con pocas manchas (Urolophus paucimaculatus), también conocida como raya con manchas blancas o raya de Dixon, es una especie de raya de la familia Urolophidae, común en la costa sur de Australia. Esta raya bentónica, que prefiere los fondos arenosos y las praderas marinas, puede encontrarse desde cerca de la costa hasta una profundidad de al menos 150 m (490 pies), y tiende a encontrarse a mayor profundidad en la parte septentrional de su área de distribución. Alcanza una longitud de 57 cm (22 pulgadas), esta especie tiene un amplio disco de aleta pectoral en forma de diamante que es típicamente de color gris liso por encima con una marca en forma de V entre los ojos. Los ejemplares de aguas meridionales suelen presentar también una serie de pequeñas manchas blancas de bordes oscuros. Esta raya se caracteriza además por una distintiva cortina de piel en forma de campana entre las fosas nasales. Su cola tiene un pliegue de piel a cada lado y una aleta caudal en forma de hoja, pero carece de aleta dorsal.
Relativamente inactiva durante el día, Urolophus paucimaculatus, que presenta escasas manchas, se alimenta principalmente de crustáceos y, en mucha menor medida, de gusanos poliquetos y otros pequeños organismos bentónicos. Es vivíparo aplacentario, y la madre alimenta a sus crías con histótrofos («leche uterina»). La historia vital difiere entre las subpoblaciones oriental y occidental: las hembras orientales paren camadas de hasta seis crías con un periodo de gestación de doce meses, mientras que las occidentales paren camadas de sólo una o dos crías con un periodo de gestación de diez meses. Además, las rayas occidentales maduran más tarde y viven más que las orientales. El aguijón venenoso de la raya de manchas dispersas es potencialmente dañino para los humanos, y se ha informado de que reacciona agresivamente si se le molesta. La Unión Internacional para la Conservación de la Naturaleza (UICN) la ha clasificado en la categoría de Preocupación Menor, ya que hay poca actividad pesquera en la mayor parte de su área de distribución.

## Taxonomía
Esta especie fue descrita por Joan Dixon, del Museo Victoria, en un número de 1969 de la revista The Victorian Naturalist. El epíteto específico paucimaculatus deriva del latín paucus, que significa «pocos», y maculatus, que significa «manchado». El espécimen tipo se recogió en el estrecho de Bass, cerca del cabo Patton en Victoria. Las subpoblaciones de las partes oriental y occidental de su área de distribución difieren en aspectos de la historia vital y merecen una mayor investigación taxonómica, según la Unión Internacional para la Conservación de la Naturaleza (UICN).

## Distribución y hábitat

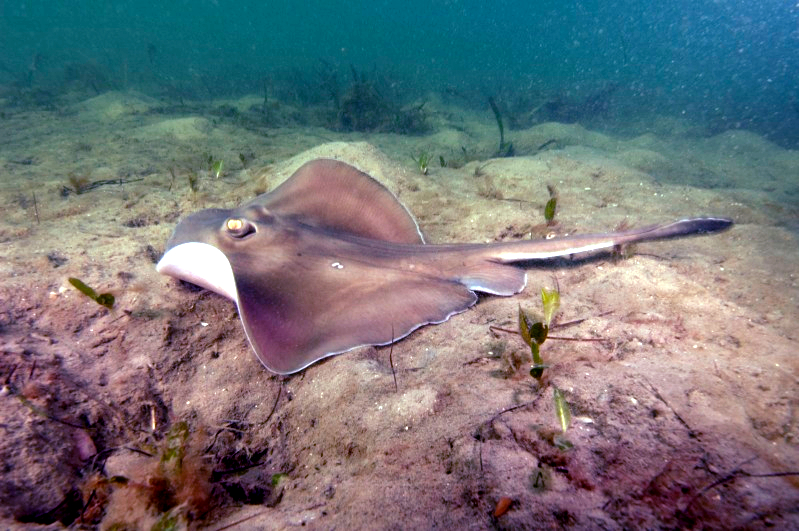
La Urolophus paucimaculatus, es común en zonas cubiertas de arena o praderas marinas.

Uno de los peces cartilaginosos más abundantes de las costas del sur de Australia, la tarabilla de manchas escasas, tiene una distribución relativamente amplia que se extiende desde Crowdy Head en Nueva Gales del Sur hasta Lancelin en Australia Occidental, incluyendo la totalidad de Tasmania. Su área de distribución se ha ampliado hacia el sur en las últimas décadas, aparentemente debido al cambio climático. En Port Phillip, su número aumentó de 1970 a 1991, probablemente como resultado de que la pesca agotó a sus competidores ecológicos.
Habita en el fondo marino, en una variedad de hábitats arenosos o de pastos marinos, desde bahías y ensenadas muy poco profundas y protegidas hasta la plataforma continental abierta, a 150 m (490 pies) de profundidad o más. Las rayas que se encuentran más al norte, como en la Gran Bahía Australiana, tienden a encontrarse a profundidades superiores a 80-100 m (260-330 pies). Por el contrario, las rayas que se encuentran más al sur, frente a Victoria y Tasmania, son más comunes en aguas de menos de 30 m (100 pies). No hay pruebas de segregación por edad o sexo, aunque puede haber una migración mar adentro durante el invierno.

## Descripción
La raya con pocas manchas tiene un disco de aleta pectoral más o menos romboidal, más ancho que largo, con los ángulos exteriores redondeados. Los márgenes anteriores del disco son casi rectos y convergen en un ángulo obtuso en el hocico carnoso, cuya punta apenas sobresale del disco. Los pequeños ojos van inmediatamente seguidos de espiráculos en forma de coma con bordes posteriores angulosos o redondeados. El borde exterior de cada orificio nasal está ensanchado en forma de perilla hacia atrás. Entre los orificios nasales hay una cortina de piel en forma de campana con un margen posterior finamente bordeado; sólo la liebre de Kapala (U. kapalensis) tiene una cortina nasal de forma similar. La pequeña boca contiene cinco o seis papilas (estructuras parecidas a pezones) en el suelo, la mayoría de ellas con puntas bifurcadas. Hay otras pequeñas papilas en la parte exterior de la mandíbula inferior. Los dientes de ambas mandíbulas son pequeños, con la base más o menos ovalada, y están dispuestos en forma de quincunce. Los cinco pares de hendiduras branquiales son cortos. Las aletas pélvicas son pequeñas y redondeadas.
La cola mide entre el 77 y el 98% de la longitud del disco; es muy aplanada en la base y esbelta hacia la punta, que lleva una aleta caudal profunda en forma de hoja. Presenta un pliegue prominente de piel a ambos lados de la cola y una espina punzante dentada situada en la superficie superior aproximadamente a la mitad de su longitud. No tiene aleta dorsal. La piel carece por completo de dentículos dérmicos. Esta especie es de color gris claro uniforme por encima, con una marca más oscura en forma de V entre los ojos, y blanca por debajo, con los márgenes laterales del disco ligeramente más oscuros. La mayoría de las rayas de la parte sur de su área de distribución también tienen un puñado de pequeñas manchas dispuestas regularmente sobre el disco, cada una blanca con un borde oscuro. Los juveniles tienen una aleta caudal negra, que se aclara con la edad (excepto a veces el margen). El ejemplar más grande registrado medía 57 cm.

## Biología y ecología
Durante el día, pasa mucho tiempo descansando inmóvil en el fondo, a menudo enterrada en la arena. Los crustáceos constituyen el principal componente de su dieta, representando más del 80% de la ingesta de alimentos en volumen, siendo los anfípodos, los mísidos y los camarones los más importantes. Los gusanos poliquetos, en su mayoría del tipo «errante», relativamente móviles y enterrados a poca profundidad, son una importante fuente secundaria de alimento. En raras ocasiones, también se alimentan de moluscos, equinodermos y pequeños peces óseos. Esta especie incorpora progresivamente una mayor diversidad de presas en su dieta a medida que envejece; en concreto, los mísidos, isópodos y anfípodos pierden importancia, mientras que las gambas, los gusanos poliquetos, los langostinos peneidos y los cangrejos se consumen en mayores proporciones.  El tiburón lagarto (Notorynchus cepedianus) se alimenta de la Urolophus paucimaculatus. Se sabe que está parasitado por una tenia del género Acanthobothrium, y por los monogéneos Calicotyle urolophi y Merizocotyle urolophi.
Al igual que otras rayas, la raya con pocas manchas es vivípara aplacentaria: una vez que los embriones en desarrollo agotan su suministro de vitelo, la madre les suministra histotrofo («leche uterina») rico en nutrientes a través de unas extensiones especializadas del epitelio uterino denominadas «trofonemata». Las hembras tienen un solo ovario y útero funcionales, en el lado derecho, y un ciclo reproductivo anual. En la subpoblación oriental, la ovulación se produce en primavera o a principios de verano y el tamaño de la camada oscila entre uno y seis, aumentando con el tamaño de la hembra. El periodo de gestación dura aproximadamente un año, y los recién nacidos miden unos 15-16 cm (5.9-6.3 in) de largo. Los machos alcanzan la madurez sexual con unos 28 cm de longitud y dos años y medio de edad, y las hembras con unos 27 cm de longitud y tres años de edad. La esperanza de vida máxima es de al menos 8 años para los machos y 9 años para las hembras. En la subpoblación occidental, el apareamiento se produce a principios o mediados del verano y las hembras sólo paren camadas de una o dos crías. El periodo de gestación dura diez meses y el parto tiene lugar a finales de primavera o principios de verano. Los recién nacidos miden 13 cm de diámetro. Los machos alcanzan la madurez sexual a los 21 cm de diámetro y a los tres años de edad, y las hembras a los 22 cm y a los cinco años. La esperanza de vida máxima es de 14 años. En ambas subpoblaciones, las hembras crecen más lentamente y alcanzan un tamaño final mayor que los machos.

## Interacciones humanas
Esta raya, de la que se dice que es más agresiva que otras, emplea fácilmente su aguijón venenoso si se la molesta y puede infligir una herida dolorosa a un ser humano. Es comestible, pero rara vez se comercializa. La presión pesquera es insignificante en gran parte del área de distribución de esta raya, incluida la Gran Bahía Australiana, aunque un número considerable de ejemplares son capturados incidentalmente por pesquerías comerciales en el sureste y suroeste de Australia con redes de cerco y redes de arrastre de fondo. No obstante, las pérdidas ocasionadas por la pesca parecen sostenibles en la actualidad, por lo que la UICN ha clasificado a esta especie en la categoría de Preocupación Menor. Existen varias áreas marinas protegidas (AMP) de pequeño tamaño dentro de su área de distribución, y podría beneficiarse de la aplicación del Plan de acción nacional australiano de 2004 para la conservación y gestión de los tiburones.